# Speicherbecken Lohsa I
Das Speicherbecken Lohsa I befindet sich im Lausitzer Seenland südwestlich der Ortschaft Lohsa in der Oberlausitz, im Norden Ostsachsens.

## See

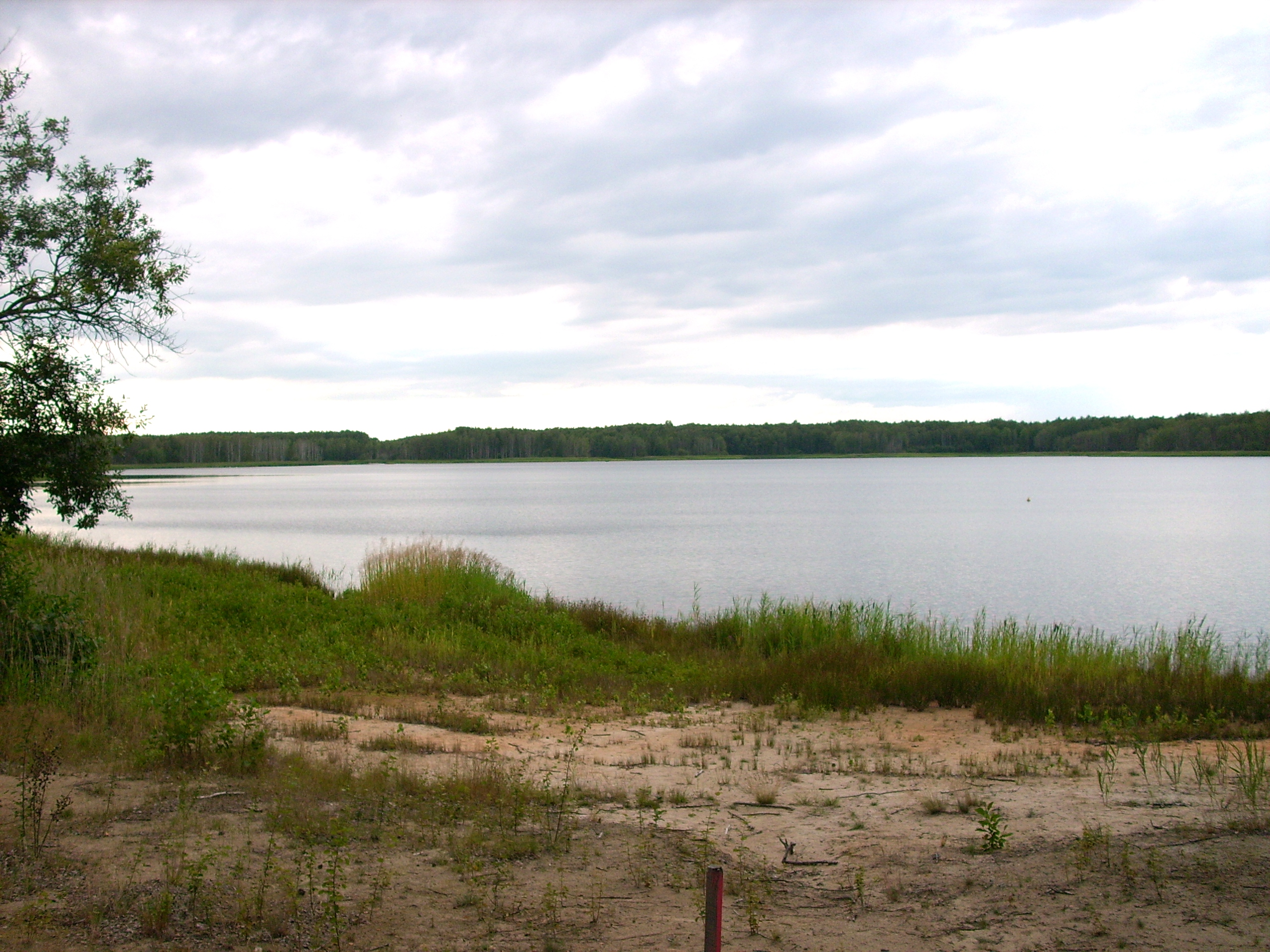
Friedersdorfer Restloch 2012

Der Speicher entstand 1967 bis 1972 durch die Flutung der ehemaligen Gruben des Braunkohle-Tagebaus Werminghoff II (später Glückauf II), der von 1933 bis 1960 in Betrieb war. Die ehemaligen Tagebaurestlöcher wurden durch einen Kanal miteinander verbunden:
- Das Mortkaer Restloch, sogenannter Mortka-See (obersorbisch Mortkowski jězor), welcher ausschließlich zur Fischaufzucht dient.
- Das Friedersdorfer Restloch, sogenannter Silbersee (obersorbisch Slěborny jězor), welcher bisher der Brauchwasserversorgung, dem Hochwasserschutz, der Niedrigwasseraufhöhung, als Badegewässer der Erholung, sowie der Fischerei diente.

Im März 2011 wurden am Silbersee Uferverfestigungsarbeiten aufgenommen, die bis 2020 abgeschlossen sein sollten. Für die Dauer der Arbeiten wurde der See gesperrt. Die Verdichtungsarbeiten zogen sich letztlich bis zum Frühjahr 2025. Der See befindet sich im Einzugsgebiet der Spree / Kleine Spree.
Anfang August 2018 ist es wegen der Dürre und Hitze in Europa zu einem massiven Fischsterben gekommen.
Im Rahmen eines Forschungsprojekts wurden 2024 über 190 schwimmende Solarmodule auf dem Mortkasee installiert. Das Fraunhofer-Institut für Solare Energiesysteme, die Brandenburgische Technische Universität Cottbus-Senftenberg und RWE haben die Pilotanlage gemeinsam umgesetzt, um zu untersuchen, inwieweit schwimmende Solaranlagen im Einklang mit der Gewässerökologie realisiert und betrieben werden können. Gefördert wird das Vorhaben vom Bundesministerium für Wirtschaft und Klimaschutz im Kabinett Scholz. Es werden drei verschiedene Anlagensysteme mit jeweils ca. 30 KWp Leistung getestet. Bis Ende 2027 soll die Forschungsanlage auf dem Mortkasee betrieben werden.